# Fantagio
Fantagio (tiếng Hàn: 판타지오) là một công ty quản lý ở Hàn Quốc. Fantagio được thành lập năm 2008.

## Lịch sử
Thành lập năm 2008, công ty quản lý ban đầu có tên N.O.A (viết tắt của "Network of Asia", nghĩa là "mạng lưới của châu Á")trước khi đổi tên thành Fantagio vào tháng 6 năm 2011.
Vào ngày 4 tháng 3 năm 2013, cựu quản lý nay trở thành CEO (Giám đốc điều hành) của Fantagio Na Byeong-jun đã mở ra "Managers' Academy" (Học viện quản lý) nhằm đào tạo đúng cách những người quản lý trong công việc điều hành, hỗ trợ và quảng bá cho các sao với một lịch trình hệ thống, bao gồm những lớp học dạy diễn viên các diễn xuất và lời nói, sản xuất phim và quan hệ truyền thông.
Bên cạnh việc quản lý tài năng, Fantagio cũng đã mở rộng sang lĩnh vực phim ảnh, phim truyền hình, sản xuất, cùng với công ty con Fantagio Pictures đứng sau hỗ trợ Love Fiction (2011), 577 Project (2011), Silenced (2011), Fasten Your Seatbelt (2013), After School: Lucky or Not (2013), và Cunning Single Lady (2014). Fantagio cũng đầu tư vào nhà hàng món tráng miệng thương hiệu Mango Six.

## Nghệ sĩ hiện tại

### Diễn viên
- Cha Eun-woo (thành viên Astro)
- Chae Ju-hwa
- Choi Yun-la
- Choi Jun-young
- Chu Ye-jin
- Eun Hae-seong
- Gong Myung
- Ji Geon-woo
- Kang Han-na
- Kang Tae-oh
- Kang Hae-lim
- Kim Do-yeon (cựu thành viên IOI, hiện tại là thành viên Weki Meki)
- Kim Hyun-seo
- Lee Hwa-kyum
- Lee Seo-young
- Lee Tae-hwan
- Lim Hyun-sung
- Choi Yoo-jung (cựu thành viên IOI, thành viên Weki Weki)
- Moon Bin (thành viên Astro)
- Ong Seong-wu (cựu thành viên Wanna One)
- Park Sol-mi
- Seo Kang-joon
- Yoo Il
- Yoo Na-gyeol
- Yoon Jeong-hyuk
- Han Gi Chan (thực tập sinh tham gia Produce X 101 )

Nguồn:

### Nghệ sĩ thu âm
Nhóm nhạc
- Astro
- Weki Meki

Nghệ sĩ solo
- Ong Seong-wu (từng tham gia Produce 101 Mùa 2, cựu thành viên Wanna One)

### Youtubers
- Dave (The World Of Dave)
- Vai (The World of Vai)
- Jaein (한국인 재인)

## Cựu nghệ sĩ
- Gong Hyo-jin
- Gong Yoo
- Ha Jung-woo (2002-2016)
- Hwang Bo-ra (2014-2016)
- Im Soo-jung (????-2011)
- Ji Jin-hee (2009-2013)
- Joo Jin-mo (20??-2016)
- Jo Yoon-hee
- Jung Chan-woo (2010-2013)
- Jung Gyu-woon (2008-2016)
- Jung Il-woo (2010-2012)
- Jung Kyung-ho (2008-2015)
- Kang Chan-hee (2009-2013)
- Kim Sae-ron (2009-2016)
- Kim So-eun (2008-2016)
- Kim Seo-hyung (????-2015)
- Kim Sun-a (2014-2015)
- Kim Sung-kyun (2012-2018)
- Kim Sung-soo (2008-2015)
- Kim Young-ae (2008-2016)
- Lee Chun-hee
- Lee So-yeon (2014-2017)
- Seo Min-ji (2011-2013)
- Sung Yu-ri (2014-2015)
- Yoon Seung-ah (2010-2016)
- Yum Jung-ah (2004-2017)
- Hello Venus (2012-2019)

## Thực tập sinh

### Thực tập sinh hiện tại
- Chu Ye-jin (tham gia Produce 101 Mùa 1)
- Lee Yoon-jin
- Lee Je-eun
- Kim Yu-ri
- Kim Ga-eun
- Lee Jae-ho (thực tập sinh (Diễn viên), xuất hiện trong MV "Tears" (눈물나게) của Lee Si-eun)

### Thực tập sinh cũ
- Lee Soomin (hiện là thực tập sinh tại Kakao M)
- Kwon Chae-won (Eunchae) (hiện là thành viên của DIA)
- Park Ji-hoon (tham gia Produce 101 Mùa 2, cựu thành viên Wanna One và thuộc Maroo Entertainment)
- Jung Ye-rin ( GFriend)
- Yoon Eun-bin (thực tập sinh từng tham gia Produce 48, nay thuộc công ty Stardium Entertainment)
- Dang Hong Hai (thực tập sinh từng tham gia Boys Planet, nay thuộc công ty Dongyo Entertainment)

## Công ty con
- Fantagio Pictures (100%) - nhà sản xuất phim điện ảnh và phim truyền hình.
- Fantagio Managers Academy (100%) - học viện quản lý tài năng.
- Tricell Media (50%) - công ty liên doanh với Pledis Entertainment quản lý Hello Venus